# Louise Abbott
Pour les articles homonymes, voir Abbott.
Louise Abbott née en 1950 à Montréal est une écrivaine canadienne, photographe et cinéaste vivant en Estrie.

## Biographie
Elle obtient son diplôme de l'Université McGill en 1972 et elle est écrivaine et photographe. Ses œuvres paraissent dans la Gazette de Montréal, le Globe and Mail, l’Encyclopédie canadienne, Patrimoine canadien et Photo Life.

## Prix
Abbott reçoit le prix de stage Greg Clark 2002 de la Fondation pour le journalisme canadien et la même année le prix Norman Kucharsky de l'Association des rédacteurs professionnels du Canada pour le journalisme culturel et artistique. Son premier livre, The Coast Way: un portrait de l'anglais sur la Basse-Côte-Nord du Saint-Laurent, est finaliste du prix QSPELL de 1989 (Société québécoise pour la promotion de la littérature de langue anglaise, devenue la Quebec Writers 'Federation). En 2014, son documentaire, Nunaaluk: Une histoire oubliée, remporte le prix du meilleur film du Festival du court métrage de Jasper, décerné à une réalisatrice reconnue.

## Œuvres

### Livres
- The Coast Way: un portrait de l'anglais sur la Basse-Côte-Nord du Saint-Laurent (Presses de l'Université McGill et de Queen's, 1988)
- La côte française
- Un pays si sauvage et grandiose
- Le cœur de la ferme
- Eeyou Istchee: Land of the Cree / Terre des Cris (COTA, 2010)[1]
- Memphrémagog: une histoire illustrée (volume 1)[6]

### Films
- Le pinacle et le poète
- Alexander Walbridge: Le visionnaire du mystique
- Donner un abri
- Sillonner l'espace et le temps
- Un voyage mémorable
- Nunaaluk: une histoire oubliée

## Musées et collections publiques
- Cinémathèque québécoise
- Musée de la civilisation
- Musée des beaux-arts du Canada
- Musée McCord
- Musée national des beaux-arts du Québec[7]
- Prince Edward Island Museum and Heritage Foundation
- Winnipeg Art Gallery